# Challenge de Moscou
Le Challenge de Moscou est un meeting international d'athlétisme qui se déroule une fois par an au Stade Loujniki de Moscou. Cette compétition, créée en 2003, est l'une des étapes du Challenge mondial IAAF depuis 2011.

## Records du meeting

### Hommes
| Épreuve          | Record             | Athlète                   | Pays           | Date              | Ref |
| ---------------- | ------------------ | ------------------------- | -------------- | ----------------- | --- |
| 100 m            | 10 s 05            | Justin Gatlin             | États-Unis     | 20 septembre 2003 |     |
| 200 m            | 20 s 58 (-0,3 m/s) | Aleksandr Brednev         | Russie         | 11 juin 2012      |     |
| 400 m            | 45 s 51            | Pavel Trenikhin           | Russie         | 11 juin 2012      |     |
| 800 m            | 1 min 44 s 93      | André Olivier             | Afrique du Sud | 11 juin 2013      |     |
| 3 000 m          | 7 min 59 s 89      | Cornelius Kipruto Kangogo | Kenya          | 11 juin 2012      |     |
| 10000 m          | 28 min 35 s 95     | Yevgeniy Rybakov          | Russie         | 11 juin 2012      |     |
| 110 m haies      | 13 s 00            | Ron Bramlett              | États-Unis     | 4 septembre 2005  |     |
| 110 m haies      | 13 s 00            | Terrence Trammell         | États-Unis     | 2 septembre 2006  |     |
| 400 m haies      | 49 s 87            | Vladimir Antmanis         | Russie         | 11 juin 2012      |     |
| 3000 m steeple   | 8 min 20 s 55      | Birhan Getahun            | Éthiopie       | 11 juin 2012      |     |
| Saut en hauteur  | 2,37 m             | Andrey Silnov             | Russie         | 6 septembre 2008  |     |
| Saut à la perche | 5,65 m             | Yevgeniy Lukyanenko       | Russie         | 6 septembre 2008  |     |
| Triple saut      | 17,37 m            | Christian Olsson          | Suède          | 20 septembre 2003 |     |
| Lancer du poids  | 21,10 m            | Maksim Sidorov            | Russie         | 11 juin 2012      |     |
| Lancer du disque | 63,02 m            | Bogdan Pishchalnikov      | Russie         | 11 juin 2012      |     |

### Femmes
| Épreuve           | Record             | Athlète                  | Pays                       | Date             | Ref |
| ----------------- | ------------------ | ------------------------ | -------------------------- | ---------------- | --- |
| 100 m             | 11 s 19 (-0,1 m/s) | Tameka Williams          | Saint-Christophe-et-Niévès | 11 juin 2012     |     |
| 200 m             | 22 s 73 (+0,5 m/s) | Maria Ryemyen            | Ukraine                    | 11 juin 2013     |     |
| 400 m             | 50 s 63            | Monique Hennagan         | États-Unis                 | 5 septembre 2004 |     |
| 800 m             | 1 min 57 s 93      | Mariya Savinova          | Russie                     | 11 juin 2012     |     |
| 1 500 m           | 4 min 02 s 34      | Gulnara Galkina          | Russie                     | 12 juin 2009     |     |
| 10 000 m          | 31 min 07 s 88     | Elizaveta Grechishnikova | Russie                     | 11 juin 2012     |     |
| 100 m haies       | 12 s 78            | Joanna Hayes             | États-Unis                 | 5 septembre 2004 |     |
| 3 000 m steeple   | 9 min 35 s 72      | Natalya Gorchakova       | Russie                     | 11 juin 2012     |     |
| Saut en hauteur   | 1,95 m8            | Svetlana Shkolina        | Russie                     | 11 juin 2012     |     |
| Saut en longueur  | 7,01 m             | Lyudmila Kolchanova      | Russie                     | 2 septembre 2006 |     |
| Triple saut       | 14,36 m (+0,6 m/s) | Yekaterina Koneva        | Russie                     | 11 juin 2012     |     |
| Lancer du poids   | 19,90 m            | Nadezhda Ostapchuk       | Biélorussie                | 6 septembre 2008 |     |
| Lancer du marteau | 74,28 m            | Anita Wlodarczyk         | Pologne                    | 10 juin 2013     |     |
| Lancer du javelot | 65,94 m            | Mariya Abakumova         | Russie                     | 11 juin 2013     |     |